# 崇実大入口駅
崇実大入口駅（スンシルテイックえき）は大韓民国ソウル特別市銅雀区上道洞にある、ソウル交通公社7号線の駅。駅番号は(738)。サルピジェという副駅名がある。

## 駅構造

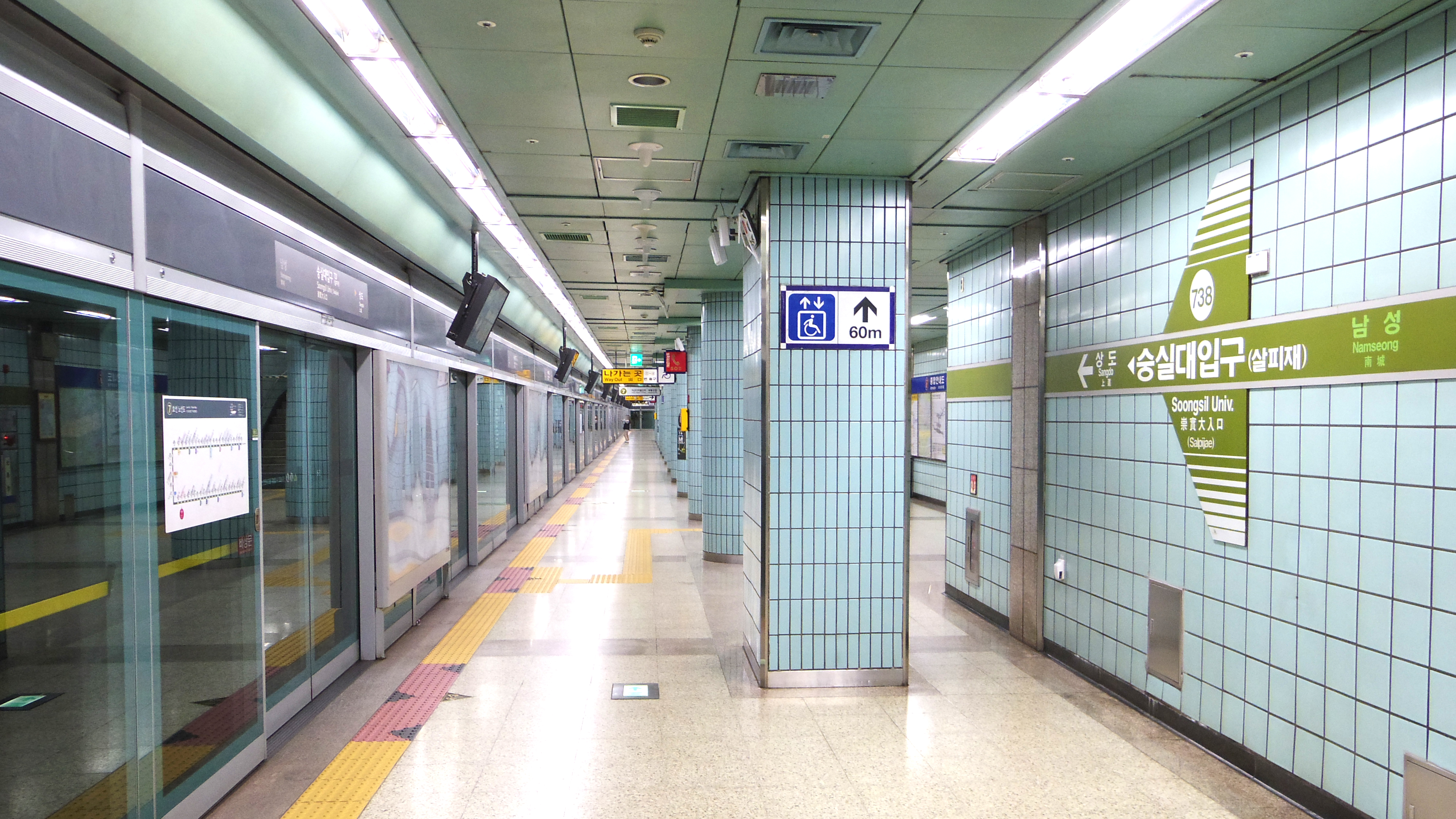
ホーム

ホーム階は地下6階にある。相対式ホーム2面2線を有する地下駅で、フルスクリーンタイプのホームドアが設置されている。
改札階は地下2階にあり、改札口は1ヶ所ある。化粧室は改札外にある。出入口は1番から4番までの合計4ヶ所ある。

### のりば
- 案内上ののりば番号は設定されていない。

| 上り | 7号線 | 高速ターミナル・建大入口・道峰山・長岩方面   |
| 下り | 7号線 | 大林・加山デジタル団地・光明サゴリ・温水方面 |

## 利用状況
近年の一日平均利用人員推移は下記のとおり。なお、2000年は開業日の8月1日から12月31日までの153日間の平均である。
| 路線  | 路線     | 2000年 | 2001年 | 2002年 | 2003年 | 2004年 | 2005年 | 2006年 | 2007年 | 2008年 | 2009年 | 出典  |
| ----- | -------- | ------ | ------ | ------ | ------ | ------ | ------ | ------ | ------ | ------ | ------ | ----- |
| 7号線 | 乗車人員 | 9,278  | 10,844 | 12,388 | 13,300 | 13,779 | 14,610 | 14,695 | 15,090 | 15,279 | 15,510 | [ 1 ] |
| 7号線 | 降車人員 | 9,268  | 10,650 | 12,047 | 13,038 | 13,448 | 14,249 | 14,254 | 14,467 | 14,695 | 14,893 | [ 1 ] |
| 7号線 | 乗降人員 | 18,545 | 21,494 | 24,436 | 26,338 | 27,227 | 28,859 | 28,949 | 29,558 | 29,974 | 30,403 | [ 1 ] |
| 路線  | 路線     | 2010年 | 2011年 | 2012年 | 2013年 | 2014年 | 2015年 |        |        |        |        | [ 1 ] |
| 7号線 | 乗車人員 | 16,058 | 16,278 | 15,994 | 16,943 | 16,894 | 16,542 |        |        |        |        | [ 1 ] |
| 7号線 | 降車人員 | 15,320 | 15,556 | 15,426 | 16,432 | 16,506 | 16,184 |        |        |        |        | [ 1 ] |
| 7号線 | 乗降人員 | 31,378 | 31,834 | 31,420 | 33,374 | 33,400 | 32,726 |        |        |        |        | [ 1 ] |

## 駅周辺
- 崇実大学校（駅名はこの大学の略称に由来。3番出口を出てすぐ）
- サルピジェ（冠岳区との境界にある峠）
- 上道中学校
- 上峴初等学校
- 奉峴初等学校
- 上道1洞住民センター
- 青林洞住民センター

## 歴史
- 2000年8月1日 - 開業。

## 隣の駅
ソウル交通公社
 7号線 
南城駅 (737) - 崇実大入口駅 (738) - 上道駅 (739)　